# Boa ziemny
Boa ziemny, pyton ziemny (Calabaria reinhardtii) – gatunek węża z rodziny dusicielowatych (Boidae), jedyny przedstawiciel podrodziny Calabariinae i rodzaju Calabaria. Niektórzy autorzy podnoszą tę podrodzinę do rangi odrębnej rodziny (Calabariidae). Boa ziemny występuje w zachodniej i środkowej Afryce – od Liberii i Sierra Leone po Demokratyczną Republikę Konga i skrajnie północno-zachodnią Angolę.